# 共和村 (神奈川県)
共和村（きょうわむら）は、神奈川県足柄上郡に存在した村。
現在の山北町中部、東名高速道路の都夫良野トンネル周辺に位置した。

## 地理
- 山：大野山、日影山
- 川：皆瀬川

## 歴史
- 1889年（明治22年）4月1日 - 町村制の施行により、都夫良野村、皆瀬川村が合併して発足。
- 1955年（昭和30年）2月1日 - 山北町、三保村、清水村と合併し、改めて山北町が発足。同日共和村廃止。

## 交通
日本国有鉄道（現東海旅客鉄道）御殿場線が村域を通過しているが、駅は存在しなかった。